# Smaljany
Smaljany (vitryska: Смальяны) är en agropolis i Belarus.   Den ligger i voblasten Vitsebsks voblast, i den nordöstra delen av landet, 180 km öster om huvudstaden Minsk. Smaljany ligger 205 meter över havet och antalet invånare är 646.

## Natur och klimat
Terrängen runt Smaljany är platt. Runt Smaljany är det ganska tätbefolkat, med 104 invånare per kvadratkilometer.. Närmaste större samhälle är Kochanava, 15,7 km söder om Smaljany.
Omgivningarna runt Smaljany är en mosaik av jordbruksmark och naturlig växtlighet.